# Book of Ryan
Book of Ryan è il settimo album in studio del rapper statunitense Royce da 5'9", pubblicato il 4 maggio 2018 da eOne e dall'etichetta di Royce, Heaven Studios. Dall'album sono estratti cinque singoli. Il disco vede la partecipazione di Eminem, J. Cole, Jadakiss, Pusha T, T-Pain, Fabolous, Logic e Schoolboy Q. Nella versione "Non Esplicita" dell'album al posto della traccia numero 21 è presente una "Hidden track" intitolata "Cut Throat"
Tracce
1. Intro – 1:29 (musica: AntMan Wonder)
2. Woke – 1:32 (musica: Key Wane)
3. My Parallel (Skit) – 1:09 (musica: Mr. Porter)
4. Caterpillar (featuring Eminem & King Green) – 4:43 (musica: S1, Epikh Pro)
5. God Speed (featuring Ashley Sorrell) – 3:10 (musica: Mr. Porter)
6. Dumb (featuring Boogie) – 3:07 (musica: S1, Epikh Pro)
7. Who Are You (Skit) – 2:36 (musica: Mr. Porter)
8. Cocaine – 3:33 (musica: DJ Khalil)
9. Life Is Fair – 2:47 (musica: Fuse, DJ Khalil)
10. Boblo Boat (featuring J. Cole) – 4:42 (musica: 808-Ray, Cool & Dre)
11. Legendary – 3:26 (musica: Mr. Porter)
12. Summer on Lock (featuring Pusha T, Jadakiss, Fabolous & Agent Sasco) – 3:44 (musica: StreetRunner, Tarik Azzouz)
13. Amazing (featuring Melanie Rutherford) – 3:44 (musica: S1, Epikh Pro)
14. Outside (featuring Marsha Ambrosius & Robert Glasper) – 3:19 (musica: Mr. Porter)
15. Power – 6:42 (musica: Boi-1da)
16. Protecting Ryan (Skit) – 3:19 (musica: Mr. Porter)
17. Strong Friend – 2:38 (musica: Mr. Porter)
18. Anything/Everything – 2:10 (musica: Mr. Porter)
19. Stay Woke (featuring Ashley Sorrell) – 3:15 (musica: Illmind, Frank Dukes)
20. First of the Month (featuring T-Pain & Chavis Chandler) – 4:21 (musica: Key Wane)

Durata totale: 65:26
Traccia bonus
1. Caterpillar (Remix) (featuring Logic & King Green) – 5:11 (musica: S1, Epikh Pro)
2. Cut Throat (featuring Schoolboy Q) – 4:52